# Transición a la adultez
La transición a la adultez o a la mayoría de edad (también, iniciación) se refiere a la transición de una persona joven de la niñez a la edad adulta. Este proceso continúa durante la adolescencia. La edad específica a la que se produce esta transición varía entre sociedades, como varía también la naturaleza de tal cambio. Puede tratarse de una simple convención legal o ser parte de un ritual o evento espiritual, tal y como se practica en muchas sociedades. En el pasado, y en algunas sociedades en la actualidad, tal cambio está asociado con la madurez sexual (pubertad), particularmente con la menarquia y la espermarquia. En otras sociedades, está asociada con una edad de responsabilidad religiosa. En las sociedades occidentales en particular, el enfoque de la transición está en la mayoría de edad, una convención legal moderna que estipula puntos en la adolescencia tardía o en la adultez temprana (más comúnmente entre los 17 y los 21 años de edad), a partir de los cuales los adolescentes generalmente ya no se consideran niños o menores y reciben todos los derechos y responsabilidades de un adulto. En cualquier caso, en muchas culturas aún existen ceremonias que confirman el paso a la adultez, y las historias sobre alcanzar la mayoría de edad (del inglés, coming-of-age) son un subgénero bien establecido en la literatura, la industria cinematográfica e incluso los cómics.

## Aspectos religiosos

### Bahaísmo
En la fe bahá'í, un niño se considera maduro espiritualmente, y se dice que ha llegado a la "edad de la madurez." Se espera que los bahá'ís declarados que hayan alcanzado esta edad empiecen a seguir ciertas leyes bahá'ís, como la oración y el ayuno obligatorios.

### Budismo
En el budismo theravada, niños y jóvenes varones, por lo general poco antes de cumplir 20 años, pasan por una ceremonia de noviciado llamada "Shinbyu," en la que son iniciados en el templo como monjes novicios (<i>samanera</i>). Tradicionalmente, permanecen en el monasterio por un periodo que dura entre 3 días y 3 años, más comúnmente durante un "retiro durante la época de lluvias" (vassa) de tres meses de duración, que ocurre anualmente desde finales de julio hasta principios de octubre. Durante este período, los jóvenes experimentan los rigores del estilo de vida monástico budista ortodoxo, que implica el celibato, la pobreza voluntaria formal, la no violencia absoluta y ayuno diario entre el mediodía y el amanecer del día siguiente.
Dependiendo de lo largo de su estadía en los monasterios, los niños y jóvenes aprenden varios cánticos y recitaciones en Pali, el idioma canónico, tradicionalmente los discursos más famosos de Buda (sutras), así como aprenden ética budista y la disciplina monástica superior (vinaya). Si estos niños o jóvenes permanecen el tiempo suficiente y las condiciones lo permiten, es posible que aprendan prácticas meditativas (bhavana o dhyana) que están en el centro de las prácticas budistas del autodesarrollo del estado de consciencia meditativa o samadhi, la sabiduría (prajna) y los estados mentales divinos (brahmavihara).
Tras experimentar la vida monástica del noviciado durante algún tiempo, el niño o joven es considerado "mayor de edad," y es entonces ordenado como monje (bhikkhu) o (más a menudo) regresa a la vida laical. En países del sudeste asiático, donde reside la mayoría de practicantes del budismo theravada, es común que las mujeres se nieguen a casarse con un hombre que no haya pasado por la ordenación de samanera temporalmente en algún momento de su vida. Los hombres que han pasado por esta ordenación temporal y han regresado a la vida laical se consideran preparados para la vida matrimonial adulta y son descritos en los idiomas tailandés y jemer con términos que pueden traducirse aproximadamente como "cocido," "terminado" o "enfriado," en alegoría a la preparación o el consumo de comidas. Así pues, se considera que la formación monástica lo prepara a uno adecuadamente para los deberes familiares, sociales y cívicos y  que las pasiones y la rebeldía infantiles se han "enfriado" lo suficiente como para que tal hombre sea útil para una mujer como hombre adecuado.

### Cristiandad
En muchas iglesias cristianas occidentales (es decir, las derivadas de Roma después del cisma de oriente), los jóvenes celebran su paso a la madurez con el sacramento de la Confirmación. (En el cristianismo oriental, el sacerdote que bautiza confirma a los bebés directamente después del bautizarlos,) El sacramento lo dispensa un Obispo colocando sus manos sobre la frente del joven (generalmente entre las edades de 12 a 15 años) y marcándolo con el sello del Espíritu Santo. En algunas denominaciones durante este sacramento, el niño (ahora adulto a los ojos de Dios) adopta un nombre de confirmación que se añade a su nombre cristiano.
En las denominaciones cristianas que practican el bautismo del creyente (bautismo por decisión voluntaria, en contraste con el bautismo durante la infancia temprana), el ritual puede llevarse a cabo después que su cumpla la edad suficiente para tener responsabilidad. Algunas tradiciones niegan el rito de la Sagrada Comunión a quienes aún no han alcanzado aún tal edad, con el argumento de que los niños no entienden el significado del sacramento. En el siglo XX, se empezó a admitir a la comunión a los niños católicos algunos años antes de la confirmación, frecuentemente con una ceremonia anual de Primera Comunión, práctica que se extendió a algunas denominaciones protestantes paidobautistas, pero a partir del Concilio Vaticano II, la práctica de esperar a la confirmación hasta una edad avanzada (p. ej., la mitad de la adolescencia en los EE. UU. o Latinoamérica, o los primeros años de la adolescencia en Irlanda y Gran Bretaña), ha sido abandonada en algunas regiones a favor de restaurar el orden tradicional de los tres sacramentos de iniciación.
En algunas denominaciones, la membresía plena en la Iglesia, cuando no es otorgada al nacer, debe esperar a menudo hasta que haya edad de responsabilidad y, con frecuencia, se otorga solo después de un período de preparación conocido como catequesis. La edad de la inocencia antes de que se tenga la capacidad de entender verdaderamente los mandamientos de Dios y el que Dios lo considere inocente es aplicable también a personas que sufren de discapacidades mental que les impidan llegar a entender tales mandamientos en algún momento de sus vidas. Por tanto, según algunos cristianos, tales individuos viven en un estado perpetuo de inocencia.

#### Catolicismo e Iglesias Ortodoxas
En 1910, el Papa Pío X emitió el decreto Quam singulari, que cambió la edad de elegibilidad para la Confesión y Primera Comunión a «una edad a la que los niños empiezan a tener uso de razón, que es alrededor del séptimo año, más o menos.» Previamente, los estándares locales habían sido de 10, 12 o hasta 14 años. Históricamente, el sacramento de la confirmación se ha dispensado a jóvenes que han llegado a la «edad del juicio» pero puede administrarse antes. El catecismo afirma que la confimación debería recibirise «en tiempo oportuno», pero puede administrarse a niños en peligro de muerte. Junto con los sacramentos del Bautismo y la Eucaristía completa los sacramentos de iniciación cristiana, «porque sin la Confirmación y la Eucaristía, el sacramento del Bautismo es ciertamente válido y eficaz, pero la iniciación cristiana queda incompleta»
En las iglesias católicas orientales, los bebés reciben tanto la confirmación como la comunión inmediatamente después del bautismo, en tanto que en el cristianismo oriental el sacerdote que bautiza confirma a los bebés directamente después del Bautismo.

### La Iglesia de Jesucristo de los Santos de los Últimos Días
La Iglesia de Jesucristo de los Santos de los Últimos Días (también conocida como mormonismo) establece la edad de responsabilidad y la edad mínima para el bautismo a los 8 años. Todos los niños menores de 8 años se consideran inocentes y no son responsables de sus pecados. La Iglesia de los Santos de los Últimos Días considera que las personas con discapacidades mentales cuya edad mental sea menor de 8 años se encuentran en un estado perpetuo de inocencia. Si bien otras doctrinas enseñan que nadie está 'libre de pecado,' se cree que las personas de cierta edad son consideradas inocentes. (Nota: Otras denominaciones cristianas creen que la edad no está fija en los 8 años y que no es posible especificarla bíblicamente.)

### Confucionismo
Según las Memorias históricas, Zhou Gongdan o el Duque de Zhou escribieron el Rito de Zhou hace unos 3000 años, el cual documentaba ceremonias fundamentales en la antigua China, entre las que estaba el rito de alcanzar la mayoría de edad. Confucio y sus estudiantes escribieron después el Libro de los Ritos, que introdujo y explicó con más detalle importantes ceremonias del confucianismo. Cuando un hombre llegaba a los 20 años de edad, sus padres celebraban una ceremonia llamada Guan Li (también llamada ceremonia de los gorros); cuando una niña cumple 15 años, recibirá la ceremonia Ji Li (o ceremonia de la horquilla). Tales ritos se consideraban representativos de una persona madura y preparada para casarse y formar una familia, y eran por tanto el comienzo de todos los ritos morales. Las principales fechas, participantes y procedimientos podían variar en diferentes períodos históricos o regiones.
Durante este rito de paso, los jóvenes de ambos sexos reciben su nombre de cortesía.

### Hinduismo
En el hinduismo, la mayoría de edad generalmente significa que el niño o niña son lo suficientemente maduros como para comprender su responsabilidad hacia su familia y la sociedad. Algunas castas en el hinduismo celebran también la ceremonia del cordón sagrado, llamada upanayana, para los varones dvija ("dos veces nacidos") que marcan su mayoría de edad para poder hacer ceremonias religiosas. Un rito de paso por el que deben pasar los varones es el de Bhrataman (o Chudakarma) que marca la edad adulta.

### Ifá
En la fe tradicional Ifá del pueblo Yoruba de África Occidental y las muchas religiones del Nuevo Mundo a las que posteriormente dio origen, hombres y mujeres son con frecuencia iniciados al servicio de uno de los cientos de espíritus subsidiarios que sirven al Orisha Olodumare, la versión de este grupo del Dios Todopoderoso. Los lazos místicos que se forjan por medio de tales iniciaciones, que típicamente ocurren en la pubertad, son los conductos que utilizan los seguidores para intentar lograr lo que puede interpretarse como un equivalente de la iluminación budista, por medio de una combinación de meditaciones personalizadas, reencarnaciones y posesiones espirituales.

### Islam
No se requiere que los niños cumplan ninguna obligación religiosa antes de que alcancen la pubertad, aunque se les anima a empezar a orar a la edad de siete años. Una vez que una persona empieza la pubertad, debe realizar el salat y otras obligaciones del Islam.
Las niñas son consideradas adultas a una edad entre los nueve y los doce años, mientras que los niños son considerados adultos a partir de una edad entre los doce y los quince años. La evidencia de esto es la narración de Ibn Umar que dijo: "El Apóstol de Alá me llamó a que me presentara ante él en la víspera de la batalla de Uhud, cuando yo tenía catorce años, y no me permitió participar en esa batalla, pero me llamó ante él en la víspera de la batalla de la Trinchera cuando tenía quince años, y me dejó unirme a la batalla." (Reportado por Bukhari y Muslim). Cuando Umar Ibn Abdul Aziz escuchó este Hadiz, hizo de esta edad la evidencia para diferenciar entre una persona madura y una inmadura.

### Judaísmo
En la fe judía, los niños alcanzan la madurez religiosa a la edad de trece años y se convierten en bar mitzvah (que significa literalmente "hijo del mandamiento" y en sentido figurado "sujeto a los mandamientos"). Las niñas maduran un año antes y se convierten en bat mitzvah ("bat mitzvah" que significa "hija del mandamiento") a la edad de doce años. Los nuevos hombres y mujeres son considerados adultos y se espera que respeten los mandamientos y leyes judías. Así mismo, en corte religiosa son considerados adultos y pueden casarse con su nuevo título de adultos. Con todo, en el Talmud, Pirkei Avot (5:25), el rabino Yehuda ben Teime habla de la edad de 18 años como la apropiada para casarse. Al final del bar o bat mitzvah, el niño o niña recibe una lluvia de dulces, que actúan como "bendiciones dulces." Además de la ceremonia real, por lo general se hace una fiesta de bar o bat mitzvah.

#### Jasidismo
En varias sectas jasídicas, cuando los niños cumplen 3 años de edad se celebra una ceremonia de upsherin (palabra típica de las sectas relacionada con la palabra del yiddis de Brooklin para el término yiddish Abshern, y del alemán Abscheren, "Haare schneiden", corte de cabello, literalmente "esquilar"), cuando se les hace su primer corte de pelo. Sus padres les dejan crecer mucho el cabello hasta que pasan por este rito esotérico. Las niñas pequeñas encienden por primera vez algunas ″velas extra del Sabbat, como lo hicieran sus madres, también cuando cumplieron 3 años de edad, ya que, típicamente, el rito jasídico ′tradicional′ de finales del siglo XVIII que se impuso sobre el rito rabínico es siempre casi más importante que la halajá.

### Sintoísmo
En la fe sintoísta, los niños eran llevados al santuario de su deidad patrona aproximadamente entre los 12 y los 14 años. Luego les daban ropas de adulto y un nuevo corte de pelo. Esta ceremonia recibía el nombre de Genpuku.

### Sijismo
En el sijismo, cuando se alcanza la edad de madurez, se consume una suerte de agua bendita (Amrit) en una ceremonia llamada Amrit Sanchar.

## Cultural

### Antigua Grecia
En ciertos estados de la antigua Grecia, como Esparta o Creta, se esperaba que los adolescentes empezaran una relación de mentoría con un hombre adulto, en la que aprenderían habilidades relacionadas con la vida adulta, tales como la caza, artes marciales y bellas artes.

### Antigua Roma
El ritual de la pubertad para los varones romanos consistía en afeitarse la barba y quitarse la bulla, un amuleto que se llevaba para marcar y proteger a jóvenes menores de edad, y que luego era dedicado a sus dioses domésticos, los Lares. Estos varones asumían la toga virilis ("toga de la virilidad"), se inscribían como ciudadanos en el censo y pronto empezaban su servicio militar. Tradicionalmente, la ceremonia se llevaba a cabo en la Liberalia, la fiesta en honor al dios Liber, dios que encarnaba la libertad tanto política como sexual, pero se podían elegir otras fechas por razones individuales.
En Roma no existían los elaborados rituales de pubertad femenina de la antigua Grecia y, para las chicas, la ceremonia nupcial era en parte un rito de iniciación para la novia. Las chicas que llegaban a la mayoría de edad dedicaban sus muñecas a Artemisa, la diosa más relacionada con la virginidad, o a Afrodita cuando se preparaban para el matrimonio. Todos las adolescentes en preparación ritual para su transición al estado adulto usaban la túnica recta, pero las chicas tejían la suya. La prenda recibía el nombre de recta porque por tradición se tejía en un tipo de telar vertical que ya se había vuelto arcaico en épocas posteriores.
Se esperaba que las jóvenes romanas permanecieran vírgenes hasta el matrimonio, mientras que en el caso de los varones, era común que se les presentara con una prostituta para iniciarlos en comportamientos heterosexuales. Cuanto más alto era el rango social de una joven, mayor la probabilidad de que se comprometiera y se casara prontamente. La edad general de compromiso para las mujeres de las clases altas era de catorce años, pero para los patricios ocurría a partir de los doce años de edad. Las bodas, sin embargo, eran a menudo pospuestas hasta que se consideraba que la joven era suficientemente madura. Típicamente, los varones posponían el matrimonio hasta haber servido en el ejército durante algún tiempo y empezar sus carreras políticas, alrededor de los 25 años. Los varones patricios, sin embargo, podían casarse considerablemente antes; Julio César, por ejemplo, se casó por primera vez a los 18 años.
La noche previa a la boda, las novias se recogían el pelo con una redecilla amarilla que ellas mismas tejían. El confinamiento de su cabello significa la sujeción de su sexualidad dentro de los confines del matrimonio. Al tejer sus túnicas rectas y sus redecillas demostraban su habilidad y su capacidad para actuar en el papel tradicional de matrona como custos domi, «guardiana de la casa». El día de la boda, se ceñían la túnica con el cingulum, hecho con lana de oveja hembra para simbolizar la fertilidad, que se ataba con el «nudo de Hércules», que se suponía que era difícil de desatar. El nudo simbolizaba la castidad de la esposa, en el sentido de que solo debía ser desatado por el esposo, si bien el cingulum también simbolizaba que el novio «estaba ceñido y atado» a su esposa. El cabello de las novias se peinaba ritualmente en «seis trenzas»n (seni crines), y usaban un velo hasta que sus esposos las descubría al final de la ceremonia, un ritual de entrega de su virginidad a él.

### Anglo-celta
En culturas anglo-celtas (como Australia, Nueva Zelanda, el Reino Unido o Irlanda), cuando una joven cumple 16 años, es posible que tenga una fiesta de cumpleaños de sus dulces dieciséis. No obstante, la mayoría de edad legal es de 18 años en la mayoría de estos países. A los 18, se está legalmente habilitado para votar, comprar tabaco y alcohol, casarse sin el consentimiento de los padres (aunque es posible casarse a los 16 en Escocia y Nueva Zelanda) y firmar contratos. A comienzos del siglo XX, la mayoría de edad legal era de 21 años, aunque la edad para contraer matrimonio era típicamente menor. A pesar de que cumplir 21 años ahora tiene escaso, si es que alguno, efecto legal en la mayoría de estos países, su estado legal anterior como la mayoría de edad ha hecho que se siga celebrando.

#### Canadá
En Canadá, las personas mayores de 16 años pueden conducir un automóvil y trabajar legalmente, pero solo se consideran adultas a los 18 años, como en los EE. UU. En la mayoría de las provincias, la edad legal para comprar alcohol y cigarrillos es de 19 años, excepto en Alberta, Manitoba y Quebec, donde es de 18 años.

#### Estados Unidos
En los Estados Unidos, las personas pueden conducir desde los 16 años en todos los estados excepto Nueva Jersey (que requiere que los conductores tengan 17 años o más) y, a veces, reciben la responsabilidad de ser dueños de su propio automóvil. Se puede conducir a los 15 años de edad en Idaho y Montana. A los 16 años también se permite legalmente a las personas donar sangre y trabajar en la mayoría de establecimientos. A pesar de todo esto, no es sino hasta que se cumplen los 18 años que una persona es considerada adulta legalmente y que puede votar y alistarse en las fuerzas armadas. La edad legal para comprar y consumir alcohol, tabaco y marihuana recreativa (esta última solo es legal en el Distrito de Columbia, Colorado, Oregón, Washington, California, Hawái, Massachusetts, Nevada, Míchigan, Virginia y Alaska), es de 21 años. Múltiples localidades también han elevado la edad mínima requerida para comprar estas sustancias de manera independientemente de las leyes estatales.

### Humanista
En algunos países, organizaciones humanistas o de librepensadores han organizado cursos o campamentos para adolescentes no religiosos, en los que pueden estudiar o debatir sobre asuntos éticos, sociales y personales importantes para la vida adulta, seguidos de un rito formal de paso comparable a la Confirmación cristiana. Algunas de estas ceremonias incluso reciben el nombre de «confirmaciones civiles». El propósito de estas ceremonias es ofrecer un ritual festivo para aquellos jóvenes que no creen en ninguna religión, pero que sin embargo quieren marcar su transición de la niñez a la edad adulta.

### Indonesia
En Bali, se supone que la ceremonia de mayoría de edad se lleva a cabo después del primer período menstrual de una niña o cuando se rompe la voz de un niño. Sin embargo, debido a los gastos, a menudo se retrasa hasta más tarde. Los caninos superiores están ligeramente limados para simbolizar el borrado de la naturaleza "salvaje" del individuo. En la isla de Nias, un joven debe saltar una piedra (normalmente de 1 o 2 metros) como parte de la ceremonia de mayoría de edad.

### Japón
A partir de 1948, la mayoría de edad en Japón es de 20 años; a los menores de 20 años no se les permte fumar ni beber alcohol. Hasta junio de 2016, los menores de 20 años no tenían derecho a votar. El gobierno de Japón anunció planes para reducir la mayoría de edad a 18 años, que entrarían en vigor en 2021. Ceremonias de transición a la adultez, conocidas como seijin shiki, se llevan a cabo cada segundo lunes de enero. En la ceremonia, todos los participantes de ambos sexos son llevados a un edificio gubernamental donde escuchan a muchos oradores, de manera similar a una ceremonia de graduación. Al final de la ceremonia, funcionarios gubernamentales dan discursos y se entregan pequeños obsequios a los nuevos adultos.

### Corea
En Corea, es permitido a los ciudadanos casarse, votar, conducir, beber alcohol y fumar a la edad de 19 años.
El lunes de la tercera semana de cada mayo es el «día de la transición a la adultez». Desde antes de la dinastía Goryeo se ha celebrado una ceremonia tradicional en esta fecha, pero ha desaparecido casi en su totalidad. En la manera tradicional, cuando los chicos o chicas se encontraban entre las edades de quince y veinte años, los varones usaban el gat, un sombrero tradicional coreano hecho de bambú y crines de caballo, y las chicas se hacían en moño con binyeo, una horquilla ornamental tradicional coreana. Unos y otras usaban el hanbok, vestido tradicional que a veces llevan en la ceremonia de transición a la adultez en la actualidad.

### América Latina
En algunos países latinoamericanos, cuando las jóvenes cumplen 15 años, es común que sus familias organicen una celebración muy costosa. Usualmente, es una gran fiesta, llamada Quinceañera en los países de habla hispana y Baile de Debutantes en Brasil. La mayoría de edad legal varía según el país.

### Papúa Nueva Guinea
La ceremonia llamada Kovave se hace para iniciar a los jóvenes varones de Papúa Nueva Guinea en la sociedad adulta. Implica vestirse con un sombrero cónico que tiene largas hebras de hojas colgando del borde, hasta por debajo de la cintura. El nombre Kovave también se emlea para describir tal tocado.

### Filipinas
En las Filipinas, una celebración popular de transición a la adultez para las mujeres de 18 años es el debut. Se trata normalmente de un asunto formal, conllevando un código de vestimenta estricto para todos los asistentes a la celebración, usando traje y corbata entre las clases media alta y alta. Usualmente tiene un tema o esquema de color relacionado con el código de vestimenta. La debutante tradicionalmente elige para su séquito a «18 Rosas», que son 18 hombres o jóvenes especiales en la vida de la niña, como novios, parientes o hermanos, y «18 Velas», que son las contrapartes femeninas de las Rosas. Cada uno le presenta una rosa o una vela a la debutante, según el caso, y luego le dirige unas breves palabras. Las Rosas a veces bailan con la debutante antes de presentarle su flor y palabras, siendo el último en hacerlo el padre o el novio. Existen otras variaciones, como 18 Tesoros (hombres o mujeres; dan un regalo en lugar de una vela o una flor) u otros tipos de flores además de rosas, pero casi siempre se mantiene el significado de «18».
Por su parte, los varones filipinos celebran su debut al cumplir 21 años. No existe un programa establecido tradicionalmente para marcar este evento, y las celebraciones cambian de una familia a la otra. Tanto hombres como mujeres pueden optar por no realizar ninguna ceremonia de debut.[cita requerida]

### Romaní
En la cultura gitana, al alcanzar la mayoría de edad a los 20 años, los varones reciben el nombre de Shave y las chicas el de Sheya. Luego, a los hombres se les enseña a conducir y a trabajar en la línea de trabajo de la familia, en tanto que a las mujeres se les enseña la línea de trabajo de las mujeres.

### Escandinavas y eslavas
En Ucrania, Polonia y los países escandinavos, la mayoría de edad en términos legales se celebra a la edad de 18 o 21 años.

### Sudáfrica
En Sudáfrica, la mayoría de los hombres tiene que pasar aún por ceremonias de circuncisión y virilidad entre los Xhosa Ulwaluko y los Sotho Lebollo labanna.

### España
En España durante el siglo XIX, la mayoría de edad civil estaba vinculada al servicio militar obligatorio. Los quintos eran los muchachos en los pueblos que llegaban a la edad de elegibilidad para el servicio militar (18 años), formando de esta manera la quinta de un año. En la España rural, el mili era la primera, y en ocasiones la única, experiencia de vida por fuera de la familia. En los días previos a su partida, los quintos tocaban todas las puertas del pueblo pidiendo comida y bebidas. Celebraban una cena festiva común con lo que reunían y, en ocasiones, pintaban algún grafiti con las palabras «Vivan los quintos del año» como recordatorio de cómo dejaban atrás su juventud. Años después, era común que los quintos del mismo año celebraran comidas anuales para recordar tiempos pasados. A fines del siglo XX, el éxodo rural, la difusión de las costumbres urbanas y el desprestigio del servicio militar cambiaron la relevancia de las fiestas de quintos. En algunos sitios, la fiesta incluía a las chicas del pueblo de la misma edad, por lo que con el tiempo se relacionó de manera menos directa con el servicio militar. En otros lugares, la tradición simplemente se perdió.
En 2002, se abolió el servicio militar obligatorio en España a favor de un ejército totalmente profesional. En consecuencia, los quintos desaparecieron salvo en algunas áreas rurales en las que se mantiene como fiesta tradicional de transición a la adultez sin mayores consecuencias.

### Vietnam
Durante el período feudal, la transición a la adultez se celebraba a los 15 años entre los nobles. Actualmente, la edad es de 18 años para chicos y chicas.[cita requerida]